# Kaganovich (cruzador)
Kaganovich (em russo: Каганович) foi um cruzador da classe Kirov do Projeto 26bis2 da Frota Naval Militar Soviética que foi construído durante a Segunda Guerra Mundial. Ele foi construído na Sibéria com componentes enviados da Rússia européia. Este navio não viu nenhuma ação durante a guerra, servindo apenas na Guerra Fria. Foi renomeado para Lazar Kaganovich em 1945 para distingui-lo do desgraçado irmão de Lazar, Mikhail Kaganovich. Sua carreira no pós-guerra foi geralmente tranquila, embora sua superestrutura tenha sido seriamente danificada por um tufão da Força 12 em 1957. Kaganovich foi renomeado para Petropavlovsk (russo: Петропавловск) em 1957. Fontes discordam sobre seu destino; alguns dizem que ele foi convertido em um quartel flutuante em 1960 e depois vendido para sucata, enquanto outra diz que ele foi simplesmente vendido para sucata em 1960.

## Descrição
Kaganovich tinha 187 m de comprimento na linha d'água e 191,2 m de comprimento total. Ele tinha uma boca de 17,66 m e um calado entre 5,88 a 6,3 m. Kaganovich deslocou 8.400 toneladas em carga padrão e 10.040 toneladas em carga total. Suas turbinas a vapor produziram um total de 126.900 cavalos de potência (94.629 kW) em testes, mas este ficou um pouco aquém de sua velocidade projetada de 37 nós, atingindo apenas 36 nós (67 km / h), em testes, porque o navio tinha mais de 1.200 toneladas de excesso de peso. Ele normalmente carregava 650 toneladas de óleo combustível, 1.331 toneladas em plena carga e 1.714 toneladas em sobrecarga. Isso deu ao navio uma autonomia de 5.590 milhas náuticas a 18 nós (33 km/h) com excesso de combustível.
Kaganovich carregava nove canhões B-1-P de 180 mm de calibre 57 em três torres triplas MK-3-180 movidas a eletricidade. As torres eram muito pequenas; eles foram projetados para caber no espaço limitado disponível no casco e eram tão apertados que sua cadência de tiro era muito menor do que o projetado - apenas dois tiros por minuto em vez de seis. Os canhões foram montados em um único berço para minimizar o espaço e estavam tão próximos que a dispersão de seus tiros era muito alta porque a explosão de canos adjacentes afetava cada canhão. Ao contrário de seus meios-irmãos construídas na Rússia europeia, seu armamento secundário inicialmente consistia em oito canhões antiaéreos 90-K de dupla finalidade de 85 mm. O armamento AA leve inicial de Kaganovich é desconhecido, embora seu navio irmão Kalinin inicialmente consistisse em seis canhões semiautomáticos de 45 mm 21-K AA com 600 tiros por canhão, dez totalmente automáticos de 37 mm 70-K AA canhões com mil cartuchos por canhão e seis metralhadoras DK 12,7 mm com 12.500 cartuchos por canhão. Durante a década de 1950, seu armamento antiaéreo leve foi substituído por nove montagens V-11 de 37 mm motorizadas.
Seis tubos de torpedo 39-Yu de 533 milímetros foram montados em duas montagens triplas, uma de cada lado. Este recebeu o sistema de sonar Lend-Lease ASDIC-132, que os soviéticos chamavam de Drakon-132, bem como o sistema experimental soviético Mars-72.
O conjunto de radares de Kaganovich é desconhecido, mas é provável que ele estivesse equipado com uma mistura de radares Lend-Lease soviéticos, britânicos e americanos. Em algum momento durante a década de 1950, seus radares foram substituídos por radares modernos construídos pelos soviéticos; Gyuys para busca aérea, Rif para busca de superfície, Zalp para artilharia de armamento principal e Yakor' para artilharia antiaérea.

## Serviço
Kaganovich foi um dos cruzadores do Projeto 26bis2, o terceiro par dos cruzadores da classe Kirov. Ele era maior e tinha um armamento antiaéreo mais poderoso do que seus navios-irmãos. Ele foi montado no Estaleiro 199, Komsomolsk-on-Amur, a partir de componentes construídos no Estaleiro 198 (Marti South, o Estaleiro do Mar Negro) em Nikolayev. Kaganovich foi lançado em 12 de agosto de 1938, em doca seca em 7 de maio de 1944 e foi oficialmente aceito na Frota do Pacífico em 6 de dezembro de 1944, após ser rebocado pelo rio Amur até Vladivostok. O navio ainda estava incompleto nesta data e o relatório oficial de todo o trabalho concluído não foi assinado até 29 de janeiro de 1947. Sua construção foi prolongada por entregas atrasadas das fábricas ocidentais. Por exemplo, suas hélices tiveram que ser enviadas de Leningrado depois de ter sido cercada pelos alemães em setembro de 1941 e seus eixos de hélice tiveram que ser removidos da fábrica Barrikady em Stalingrado antes de ser destruída pelos alemães em 1942. Outro problema foi o colapso de nove vigas que suportam o telhado da Doca 8 no navio no início de dezembro de 1942.
O navio foi renomeado para Lazar Kaganovich em 1945 para dissociá-lo do desgraçado irmão de Lazar, Mikhail Kaganovich. Ele permaneceu inativo durante a invasão soviética da Manchúria em 1945. Este passou o período pós-guerra em missões de treinamento de rotina. Mais tarde, foi novamente renomeado para Petropavlovsk em 3 de agosto de 1957, depois que Lazar Kaganovich foi expurgado do governo após um golpe malsucedido contra Nikita Khrushchev naquele mesmo ano. Sua superestrutura foi seriamente danificada por um tufão de força 12 em 19 de setembro de 1957. Fontes discordam sobre seu destino; um diz que o navio foi convertido em um quartel flutuante em 6 de fevereiro de 1960 e só então posteriormente vendido para sucata, enquanto outra diz que ela foi simplesmente vendida para sucata em 6 de fevereiro de 1960.